# Ne mogu skriti svoju bol
 Iugoslávia Ne mogu skriti svoju bol, Jugoslávia no Festival Eurovisão da Canção 1976.
"Ne mogu skriti svoju bol" (tradução portuguesa: "Eu não posso esquecer a minha dor") foi a canção que representou a Jugoslávia no Festival Eurovisão da Canção 1976, cantado em servo-croata por Ambasadori.
A canção tinha letra de Slobodan Đurašović, música de Slobodan Vujović e orquestração de Esad Arnautalić. A canção foi a 18.ª e última a ser interpretada na noite do festival, a seguir à canção francesa "Un, Deux, Trois", interpretada por Catherine Ferry. A canção jugoslava apenas obteve 10 pontos, classificando-se em penúltimo lugar (17.º lugar, entre 18 países participantes).
A canção é uma balada romântica que nos fala-nos de uma mulher que sofre de amor e que não consegue esconder a dor que sente ao perdê-lo e pretende que o seu antigo amante se lembre dela.